# Leščevje
Leščevje – wieś w Słowenii, w gminie Ivančna Gorica. W 2018 roku liczyła 41 mieszkańców.